# Campeonato Panamericano de Ciclismo en Ruta
El Campeonato Panamericano de Ciclismo en Ruta es el campeonato continental americano de ciclismo en ruta para los países miembros de la Confederación Panamericana de Ciclismo.
La primera edición se disputó en Cali en 1974 y hasta 2004 se celebró por lo general cada 2 años. A partir de 2004 su disputa es anual. 
Se llevan a cabo pruebas tanto masculinas (élite y sub-23) como femeninas.

## Sedes
| Edición | Año  | Ciudad              | País                 |
| ------- | ---- | ------------------- | -------------------- |
| I       | 1974 | Cali                | Colombia             |
| II      | 1976 | San Cristóbal       | Venezuela            |
| III     | 1978 | Santo Domingo       | República Dominicana |
| IV      | 1980 | Santiago de Chile   | Chile                |
| V       | 1981 | Medellín            | Colombia             |
| VI      | 1982 | São Paulo           | Brasil               |
| VII     | 1984 | Medellín            | Colombia             |
| VIII    | 1986 |                     |                      |
| IX      | 1988 | Medellín            | Colombia             |
| X       | 1990 | Duitama             | Colombia             |
| XI      | 1992 | Quito               | Ecuador              |
| XII     | 1994 | Curicó y Talca      | Chile                |
| XIII    | 1996 | Puerto La Cruz      | Venezuela            |
| XIV     | 1998 | Cali                | Colombia             |
| XVI     | 2000 | Bucaramanga         | Colombia             |
| XVII    | 2001 | Medellín            | Colombia             |
| XVIII   | 2002 | Quito               | Ecuador              |
| XIX     | 2004 | San Carlos          | Venezuela            |
| XX      | 2005 | Mar del Plata       | Argentina            |
| XXI     | 2006 | Estado de São Paulo | Brasil               |
| XXII    | 2007 | Valencia            | Venezuela            |
| XXIII   | 2008 | Montevideo          | Uruguay              |
| XXIV    | 2009 | México D.F.         | México               |
| XXV     | 2010 | Aguascalientes      | México               |
| XXVI    | 2011 | Medellín            | Colombia             |
| XXVII   | 2012 | Mar del Plata       | Argentina            |
| XXVIII  | 2013 | Zacatecas           | México               |
| XXIX    | 2014 | Puebla              | México               |
| XXX     | 2015 | León                | México               |
| XXXI    | 2016 | San Cristóbal       | Venezuela            |
| XXXII   | 2017 | Santo Domingo       | República Dominicana |
| XXXIII  | 2018 | San Juan            | Argentina            |
| XXXIV   | 2019 | Pachuca de Soto     | México               |
| XXXV    | 2021 | Santo Domingo       | República Dominicana |
| XXXVI   | 2022 | San Juan            | Argentina            |
| XXXVII  | 2023 | Ciudad de Panamá    | Panamá               |
| XXXVIII | 2024 | Estado de São Paulo | Brasil               |
| XXXIX   | 2025 | Punta del Este      | Uruguay              |

## Competiciones en ruta masculinas

### Carrera en ruta[1][2]
| Edición | Oro                   | Plata                | Bronce                   |
| ------- | --------------------- | -------------------- | ------------------------ |
| 1974    | Luis Hernán Díaz      | Fabio Acevedo        | Gonzalo Marín            |
| 1976    | Rosendo Ramos         | Luis Carlos Manrique | Hernán Donneys           |
| 1978    | Rodolfo Vitela        | Gonzalo Marín        | Rosendo Ramos            |
| 1980    | Eduardo Trillini      | Manuel Aravena       | Carlos Adolfo Mesa       |
| 1981    | Manuel Aravena        | Olinto Silva         | Sergio Aliste            |
| 1982    | Jair Braga            | Roberto Muñoz        | Justo Galaviz            |
| 1984    | Ramón Tolosa          | Fabio Parra          | Julio Alberto Rubiano    |
| 1986    |                       |                      |                          |
| 1988    | Juan Carlos Arias     | Álvaro Mejía         | Leonardo Sierra          |
| 1990    | José Robles           | Rúber Albeiro Marín  | Alexander Ernst          |
| 1992    | Héctor Chiles         | Juan Carlos Rosero   | José Robles              |
| 1994    | Albeiro Giraldo       | Heriberto Rodríguez  | César Goyeneche          |
| 1996    |                       |                      |                          |
| 1997    | Eduardo Uribe         | Márcio May           | Manuel Guevara           |
| 1998    | Jesús Zárate          | Cássio Freitas       | Israel Ochoa             |
| 2000    | Raúl Montaña          | Élder Herrera        | Michael Barry            |
| 2001    | Juan Diego Ramírez    | Hernán Bonilla       | Javier de Jesús Zapata   |
| 2002    | Daniel Rincón         | Ismael Sarmiento     | Héctor Chiles            |
| 2004    | Manuel Guevara        | Jorge Martínez       | Miguel Ubeto             |
| 2005    | John Parra            | Charles Dionne       | Damier Martínez          |
| 2006    | José Serpa            | Breno Sidoti         | Alex Diniz               |
| 2007    | Martin Gilbert        | Manuel Medina        | Carlos Hernández         |
| 2008    | Richard Mascarañas    | Luis Macías          | Otavio Bulgarelli        |
| 2009    | Gregorio Ladino       | Juan Pablo Villegas  | Cayetano Sarmiento       |
| 2010    | Carlos Oyarzún        | Arnold Alcolea       | Raúl Grangel             |
| 2011    | Gregory Panizo        | Gonzalo Garrido      | Luis Felipe Laverde      |
| 2012    | Maximiliano Richeze   | Mauro Richeze        | Héctor Aguilar           |
| 2013    | Jonathan Paredes      | Ignacio Sarabia      | Segundo Navarrete        |
| 2014    | Byron Guamá           | Joey Rosskopf        | Juan Pablo Suárez        |
| 2015    | Byron Guamá           | Josue Gonzalez       | Juan Pablo Magallanes    |
| 2016    | Jonathan Caicedo      | Brayan Ramírez       | Jonathan Monsalve        |
| 2017    | Nelson Soto Martínez  | Jose Alfredo Aguirre | Juan Sebastián Molano    |
| 2018    | Juan Sebastián Molano | Maximiliano Richeze  | Cristopher Mansilla      |
| 2019    | Jefferson Cepeda      | Alexis Camacho       | Segundo Navarrete        |
| 2021    | Nelson Soto Martínez  | Cristian Pita        | Leonidas Sebastian Novoa |
| 2022    | Emiliano Contreras    | Leonidas Novoa       | Sixto Núñez              |
| 2023    | Pier André-Coté       | Nicolás Tivani       | Charles-Étienne Chrétien |
| 2024    | Leangel Linarez       | Red Walters          | Wilmar Paredes           |
| 2025    | Álvaro Hodeg          | Sebastián Brenes     | Jason Huertas            |

### Contrarreloj individual[6][7]
| Edición | Oro                 | Plata                  | Bronce                  |
| ------- | ------------------- | ---------------------- | ----------------------- |
| 1997    | Dubán Ramírez       | Javier de Jesús Zapata | Iddis Tavarez           |
| 1998    | Rubén Pegorín       | Dubán Ramírez          | Márcio May              |
| 2000    | Víctor Hugo Peña    | Márcio May             | Eduardo Graciano        |
| 2001    | Jairo Hernández     | Javier de Jesús Zapata | Svein Tuft              |
| 2002    | José Medina         | Jonny Daniel Leal      | Carlos Ibáñez           |
| 2004    | José Isidro Chacon  | José Rujano            | Domingo González        |
| 2005    | Edgardo Simón       | Pedro Nicácio          | Guillermo Brunetta      |
| 2006    | Pedro Nicácio       | Magno Nazaret          | Eric Wohlberg           |
| 2007    | Libardo Niño        | Zachary Bell           | Tomás Gil               |
| 2008    | Svein Tuft          | Matías Medici          | Luis Tavares Amorim     |
| 2009    | Juan Carlos López   | Gregory Brenes         | Matías Medici           |
| 2010    | Iván Mauricio Casas | Carlos Oyarzún         | Freddy Montaña          |
| 2011    | Leandro Messineo    | Iván Mauricio Casas    | Tomás Gil               |
| 2012    | Magno Nazaret       | Eduardo Sepúlveda      | Jorge Soto              |
| 2013    | Carlos Oyarzún      | Ignacio Sarabia        | Leandro Messineo        |
| 2014    | Pedro Herrera       | Joey Rosskopf          | Carlos Oyarzún          |
| 2015    | Carlos Oyarzún      | Manuel Rodas           | Alejandro Durán         |
| 2016    | Walter Vargas       | Laureano Rosas         | Cristian Serrano Forero |
| 2017    | José Luis Rodríguez | Rodrigo Contreras      | Manuel Rodas            |
| 2018    | Walter Vargas       | Rubén Ramos            | Manuel Rodas            |
| 2019    | Brandon Rivera      | José Luis Rodríguez    | Ignacio de Jesús Prado  |
| 2021    | Walter Vargas       | José Luis Rodríguez    | Franklin Archibold      |
| 2022    | Rodrigo Contreras   | Walter Vargas          | Orluis Aular            |
| 2023    | Walter Vargas       | Miguel Ángel López     | Kaden Hopkins           |
| 2024    | Walter Vargas       | Franklin Archibold     | Orluis Aular            |
| 2025    | Walter Vargas       | Rodrigo Contreras      | Diego de Jesus Mendes   |

## Competiciones en ruta femeninas

### Carrera en ruta[8]
| Edición | Oro                    | Plata                                   | Bronce                      |
| ------- | ---------------------- | --------------------------------------- | --------------------------- |
| 1990    | Lucilla Rodríguez      | Adriana Muriel                          | Aidy López                  |
| 1991    | Jeannie Golay          | Odalis Tomps                            | Janice Bolland              |
| 1995    | Jeannie Golay          | Clara Hughes                            | Yacel Ojeda                 |
| 1997    | Yuliet Rodríguez       | Belem Guerrero                          | Yoanka González             |
| 1998    | Karen Livingston-Bliss | Elizabeth Emery                         | Claudia Carceroni Saintagne |
| 2000    | Erin Carter            | Sandy Espeseth                          | Yoanka González             |
| 2001    | Luz Delgadillo         | Belem Guerrero                          | Martha López                |
| 2002    | Belem Guerrero         | Flor Marina Delgadillo                  | Janildes Fernandes          |
| 2004    | Yoanka González        | Yeilien Fernández                       | Danielys García             |
| 2005    | Tina Mayolo-Pic        | Yeilien Fernández                       | Yumari González             |
| 2006    | Yumari González        | Kori Seehafer                           | Clemilda Fernandes          |
| 2007    | Tina Pic               | Yumari González                         | Gina Grain                  |
| 2008    | Yumari González        | Karelia Machado Jaimes                  | Belem Guerrero              |
| 2009    | Joelle Numainville     | Paola Muñoz                             | Verónica Leal Balderas      |
| 2010    | Shelley Olds           | Joelle Numainville                      | Dalila Rodríguez            |
| 2011    | Clara Hughes           | Evelyn García                           | Theresa Cliff-Ryan          |
| 2012    | Yumari González        | Leah Kirchmann                          | Janildes Fernandes          |
| 2013    | Arlenis Sierra         | Marlies Mejías                          | Angie González              |
| 2014    | Arlenis Sierra         | Megan Guarnier                          | Laura Lozano                |
| 2015    | Marlies Mejías         | Coryn Rivera                            | Yumari Gonzalez             |
| 2016    | Iraida García          | Arlenis Sierra                          | Flavia Oliveira             |
| 2017    | Paola Muñoz            | Wellynda Do Santos                      | Skylar Schneider            |
| 2018    | Arlenis Sierra         | Iraida García                           | Marlies Mejías              |
| 2019    | Ariadna Guitérrez      | Denisse Ahumada                         | Teniel Campbell             |
| 2021    | Paola Muñoz            | Teniel Campbell                         | Lizbeth Salazar             |
| 2022    | Arlenis Sierra         | Catalina Soto                           | Fabiana Granizal            |
| 2023    | Skylar Schneider       | Alison Jackson                          | Catalina Soto               |
| 2024    | Lauren Stephens        | Wellyda Regisleyne Dos Santos Rodrigues | Catalina Soto               |
| 2025    | Juliana Londoño        | Skylar Schneider                        | Teniel Campbell             |

### Contrarreloj individual[9]
| Edición | Oro                   | Plata                  | Bronce                     |
| ------- | --------------------- | ---------------------- | -------------------------- |
| 1997    | Maureen Kaila Vergara | Daniela Perez          | Yuliet Rodríguez           |
| 1998    | Elizabeth Emery       | Marisa Vandevelde      | Lorena Corman              |
| 2000    | Sandy Espeseth        | Madelin Jorge Salgado  | Yuliet Rodríguez           |
| 2001    | María Luisa Calle     | Flor Marina Delgadillo | Yuliet Rodríguez           |
| 2002    | Sonia López           | Paola Madriñán         | Flor Marina Delgadillo     |
| 2004    | Paola Madriñán        | Marie Rosado           | Yoanka González            |
| 2005    | Kristin Armstrong     | Christine Thorburn     | Paola Madriñán             |
| 2006    | Amber Neben           | Erinne Willock         | Kori Seehafer              |
| 2007    | Alison Powers         | Giuseppina Grassi      | Dotsie Bausch              |
| 2008    | Paola Madriñán        | Giuseppina Grassi      | Kori Seehafer              |
| 2009    | Giuseppina Grassi     | Tara Whitten           | Valeria Müller             |
| 2010    | Paola Madriñán        | Amber Neben            | Shelley Olds-Evans         |
| 2011    | Clara Hughes          | Evelyn Stevens         | Amber Neben                |
| 2012    | Amber Neben           | Rae-Christie Shaw      | Clemilda Fernandes         |
| 2013    | Ingrid Drexel         | Carmen Small-McNellis  | Serika Gulumá              |
| 2014    | Evelyn Stevens        | Serika Gulumá          | Megan Guarnier             |
| 2015    | Carmen Small          | Tara Witten            | Clemilda Fernandes         |
| 2016    | Serika Gulumá         | Ana Cristina Sanabria  | Ingrid Drexel              |
| 2017    | Chloe Dygert          | Tayler Wiles           | Marlies Mejías             |
| 2018    | Amber Neben           | Lauren Stephens        | Ana Cristina Sanabria      |
| 2019    | Leah Thomas           | Amber Neben            | Constanza Victoria Paredes |
| 2021    | Marlies Mejías        | Lina Hernández         | Aranza Villalón            |
| 2022    | Lilibeth Chacón       | Lina Hernández         | Antonella Leonardi         |
| 2023    | Amber Neben           | Aranza Villalón        | Alison Jackson             |
| 2024    | Amber Neben           | Lauren Stephens        | Aranza Villalón            |
| 2025    | Ruth Edwards          | Emily Ehrlich          | Teniel Campbell            |